# 柃叶冬青
柃叶冬青（学名：Ilex euryoides）为冬青科冬青属的植物，是中国的特有植物。分布在中国大陆的湖北等地，见于山坡疏林中，目前已由人工引种栽培。